# Пасіков Дмитро Олександрович
Дмитро́ Олекса́ндрович Пасіков — підполковник медичної служби Збройних сил України.

## Нагороди
21 серпня 2014 року — за особисту мужність і героїзм, виявлені у захисті державного суверенітету та територіальної цілісності України, вірність військовій присязі під час російсько-української війни, відзначений — нагороджений орденом Богдана Хмельницького ІІІ ступеня.